# Остров (Кіровський район)
О́стров (рос. Остров) — село в Кіровському районі Ленінградської області, Росія.